# Кур (Рона)
Кур (фр. Cours) — муніципалітет у Франції, у регіоні Овернь-Рона-Альпи, департамент Рона. Кур утворено 1 січня 2016 року шляхом злиття муніципалітетів Кур-Ла-Віль, Пон-Трамбуз i Тель. Адміністративним центром муніципалітету є Кур-Ла-Віль. Населення — 4352 особи (01.01.2021).